# On the Stroke of Twelve
On the Stroke of Twelve (Brasil: Ao Meio Dia em Ponto ) é um filme norte-americano de 1927, do gênero drama, dirigido por Charles J. Hunt, com roteiro escrito por Arthur Hoerl, baseado na peça On the Stroke of Twelve do produtor e roteirista Joe Brandt.

## Elenco
- David Torrence ... Henry Rutledge
- June Marlowe ... Doris Bainbridge
- Danny O'Shea ... Jack Rutledge
- Lloyd Whitlock ... James Horton
- Lillian Worth ... Marie Conyers
- Charles West ... Charles Wright
- Martin Turner ... George